# 仙女座CG
仙女座CG，又名BD+44 4538，HD 224801、SAO 53568、HR 9080，是仙女座的一颗恒星，视星等为6.38，位于銀經113.65，銀緯-16.7，其B1900.0坐标为赤經23h 55m 37.1s，赤緯+44° -16.7′ 47″。